# IKCネットワークニュース
「IKCネットワークニュース」は伊豆急ケーブルネットワークで放送されている静岡県伊豆東海岸や神奈川県湯河原町エリア中心の報道番組である。ハイビジョン制作。

## 番組概要
本番組は毎日、静岡県熱海市、伊東市、東伊豆町、神奈川県湯河原町各地の出来事やイベント情報をメインに放送する。稀に静岡県東部地区の情報を放送することもある。
週末（土・日）はIKCネットワークニュースダイジェストとして一週間の出来事をダイジェスト版として放送される。
2006年（平成18年）3月のデジタル放送開始当初の本番組は4:3SD制作であったが、いるかチャンネルのハイビジョン化により、2010年（平成22年）4月5日の放送分より、ハイビジョン制作となっている。
IKCのウェブサイトや番組表では、タイトルを「IKCネットワークニュース」としているが、番組オープニングやエンディングでは「IKC NETWORK NEWS」と英記で表示されている。

## タイムテーブル
- 18:00.00 オープニング、ヘッドライン
- 18:02頃 ニュース
- 18:10頃 各地の情報やいるかチャンネル番組案内
- 18:17頃 エンディング
  - 本番組終了後、18:20に伊豆半島道路情報、18:28にウェザーニューズ提供のお天気情報が放送されている。

## 放送局
| 放送対象地域                                     | 放送局                                                           | 放送日時                  | 放送期間        | 備考 |
| ------------------------------------------------ | ---------------------------------------------------------------- | ------------------------- | --------------- | --- |
| 静岡県伊東市・熱海市・東伊豆町・神奈川県湯河原町 | 伊豆急ケーブルネットワーク（IKC） IKCネットワークニュース 製作局 | 月 - 金曜日 18:00 - 18:20 | 不明 -          | 本放送は毎日18時からであり、生放送である。再放送は20時、22時、翌0時、7時30分、9時10分に放送される。 IKCでは121ch、CVAでは122chで放送される。 |
| 静岡県伊東市                                     | シーブイエー（CVA）                                              | 月 - 金曜日 18:00 - 18:20 | 2015年3月12日 - | 本放送は毎日18時からであり、生放送である。再放送は20時、22時、翌0時、7時30分、9時10分に放送される。 IKCでは121ch、CVAでは122chで放送される。 |

## キャスター
- シフト輪番制でIKCアナウンサーが交互に担当する。